# Chula Vista, California
Chula Vista là một thành phố tại tiểu bang California. Ước tính năm 2005 dân số thành phố này là 210.497 người, là thành phố lớn thứ 90 Hoa Kỳ, ước tính dân số ngày 1/1/2007 là 227.723 người. Đây là thành phố lớn thứ hai trong vùng đô thị San Diego, là thành phố lớn thứ 7 Nam California. Thành phố nằm ở vùng South Bay, cự ly thành phố so với trung tâm San Diego là 7 dặm Anh và 7 dặm Anh so với biên giới México. 